# Сарі-Осійоб
Сарі́-Осійо́б (тадж. Сари осиёб) — село у складі Хатлонської області Таджикистану. Входить до складу Зарбдорського джамоату Кулобського району.
Село розташоване на річці Кулобдар'я.
Назва означає біля млина.
Населення — 1947 осіб (2010; 1888 в 2009).